# Moldova Business Week 2014
Moldova Business Week 2014 (abreviat MBW) este un important eveniment investițional care se desfășurat la Chișinău, Republica Moldova în perioada 5 - 12 iunie 2014. MBW, a reunit reprezentanți de nivel înalt ai Uniunii Europene, Turciei, reprezentanți locali, etc., dar și a mai multor instituții europene precum BEI, BERD ș.a. Forul a întrunit primii 100 de exportatori ai anului 2013 din republică, instituții de stat relevante și asociații de business.
Moldova Business Week este organizat în conformitate cu Planul de acțiuni pentru realizarea Strategiei de atragere a investițiilor și promovare a exportului Republicii Moldova pentru anii 2006 - 2015, aceasta fiind o măsură pentru intensificarea atragerii investițiilor străine în RM, sporirea și îmbunătățirea imaginii țării.

## Programul evenimentului

### 5 iunie
Efectuarea Forului Exportatorului, care drept scop construirea unui dialog public-privat eficient pentru dezvoltarea potențialului de export al țării și facilitarea activităților de comerț exterior, cât și de a întruni cei mai mari exportatori din Republica Moldova, instituții de stat relevante și asociații de business.

### 6 iunie
Organizația de Atragere a Investițiilor și Promovare a Exportului din Moldova (MIEPO), în parteneriat cu Ministerul Economiei, a organizat sesiunea a II-a a platformei de dialog "Economic Diplomatic Club", lansată în 2013.

### 9 iunie
Săptămâna investițională Moldova Business Week 2014 a cuplat mai multe seminare paralele în regiunile de dezvoltare ale țării și anume în Nord, Centru, Sud și UTA Găgăuzia. Obiectivul principal al seminarelor regionale este de a stabili necesitățile concrete de investiții și de a trasa perspective de atragere a investitorilor în regiuni.

### 10 iunie
Organizația de Atragerea a Investițiilor și Promovare a Exportului din Moldova (MIEPO) în parteneriat cu Forumul Economic Vienez (VEF) a organizat Viena Economic Talks Chișinău 2014, cu scopul de a promova imaginea R. Moldova peste hotare și de a stimula atragerea investițiilor străine în țară.

### 12 iunie
Conferința Internațională a Investitorilor Moldova-UE a fost organizat cu prilejul vizitei Președintelui Comisiei Europene, Jose Manuel  Barroso, la Chișinău.